# Боровик Руслан Анатолійович
Русла́н Ана́толійович Борови́к (позивний — Багдад; 19 квітня 1981 — 30 квітня 2022) — український військовослужбовець, молодший сержант, командир відділення 95 ОДШБр, фотограф, учасник російсько-української війни.

## Життєпис
Служив на контракті в Збройних силах України, брав участь місіях в Іраку (2004—2005). Працював 12 років інкасатором у банку.
У 2014 році мобілізувався до лав Збройних сил України, служив гранатометником у 90-му батальйоні. Зайшов у Донецький аеропорт — новий термінал — 30 листопада 2014 року. Був поранений у ногу.
Брав участь в бойових діях у Донецькій області поблизу с. Піски, с. Водне, с. Опитне, м. Авдіївка, двічі брав участь в обороні Донецького аеропорту. Під час штурму позицій противника на території донецького аеропорту зазнав кульового поранення й контузії. Обіймав посаду гранатометника. Після демобілізації працював у Київському міському центрі допомоги ветеранам АТО при Київській міській державній адміністрації.
Загинув 30 квітня 2022 року в бою поблизу міста Ізюм Харківської області.
Свого часу активно займався спортом, бігав марафон, брав участь у Маршах захисників.
Залишилися дружина і дві доньки.

## Творчість
Під час важких боїв фотографував. У 2015 році вийшов альбом «ДАП» з його світлинами.
Персональна виставка відбувалася у Верховній Раді України. У червні 2020 року світлини були представлені на фотовиставці «Героїчна оборона Донецького аеропорту (2014—2015)» в Укрінформі.

## Нагороди
- орден «За мужність» III ступеня (2016) — за особисту мужність і високий професіоналізм, виявлені у захисті державного суверенітету та територіальної цілісності України, вірність військовій присязі[3].
- нагрудний знак «За військову доблесть»;
- нагрудний знак «За оборону Донецького аеропорту».